# Orlovka (Georgia)
Orlovka (en georgiano: ორლოვკა; en armenio: Օրլովկա; en ruso: Орловка) es una aldea de Georgia ubicada en el sur de la región de Mesjetia-Yavajetia, siendo parte del municipio de Ninotsminda.  

## Geografía
Orlovka se encuentra en la orilla izquierda del río Bugdasheni, a 8 km de Ninotsminda. La aldea se administra desde el pueblo de Gorelovka.

## Historia
El pueblo fue fundado en 1842 por representantes de los dujobores que procedían del pueblo de Terpenye, gobernación de Táurida (hoy Terpinia, en el óblast de Zaporiyia de Ucrania). Por el nombre de su tierra natal, el nuevo pueblo también se llamó Terpenye (en ruso: Терпенье). Sin embargo, en 1847 pasó a llamarse Orlovka, en honor al oficial que ayudó a los colonos a instalarse en el nuevo lugar.  
Durante la época soviética, el pueblo albergaba una avanzada granja colectiva especializada en la producción de queso. A principios de la década de 1990, la población rusa del pueblo se mudó principalmente a Rusia.

## Demografía
La evolución demográfica de Orlovka entre 2002 y 2014 fue la siguiente:
| 337                                             | 249 |
| (Fuente: Population of Georgia in Soviet times) |     |

Según los datos del censo de 2014, los armenios son el 73 % de la población local; los georgianos, el 23 % y los rusos, el 4 %.

## Infraestructura

### Educación
En el pueblo hay una escuela.

### Transporte
La carretera Ninotsminda-Guiumri pasa por Orlovka.